# Partita d'azzardo
Partita d'azzardo (Destry Rides Again) è un film western del 1939 diretto da George Marshall, con protagonisti  Marlene Dietrich e James Stewart.
La sceneggiatura si basa sul romanzo Destry Rides Again di Max Brand, da cui sono stati tratti con alterne fortune altri film nel 1932, 1950, 1954 (La storia di Tom Destry), 1959.
Nel 1996, il film è stato scelto per la conservazione nel National Film Registry della Biblioteca del Congresso degli Stati Uniti.

## Trama
In una cittadina del selvaggio West, fatta di baracche e abitata da gente primitiva, domina la violenza. Bari, profittatori, omicidi hanno via libera per la connivenza del sindaco e per l'abile azione adescatrice della cantante-danzatrice del bar cittadino. Chi si oppone viene tolto di mezzo. Così stanno le cose quando, dopo l'uccisione dello sceriffo, viene nominato il nuovo sceriffo nella persona di un ubriacone che stavolta fa le cose sul serio facendosi aiutare da un giovanotto, figlio di un suo valoroso amico. Costui con l'intelligenza e la forza morale riesce a rimettere in sesto le faccende, a far rispettare la legge e a punire i colpevoli. Rasenta più volte il pericolo, ma, salvato dalla cantante che in segreto si era innamorata di lui, a prezzo della vita, troverà pace nel matrimonio con una gentile ragazza.

## Distribuzione
Il film, uscito negli USA il 29 dicembre 1939, arrivò in Italia solo il 4 ottobre 1946.

## Differenti versioni
- Nel 1932, la Universal Pictures aveva realizzato una precedente versione intitolata anch'essa Destry Rides Again. Distribuito in Italia come Il re del Far West, il film - diretto da Benjamin Stoloff - aveva come protagonista Tom Mix.
- Nel 1939, Michael Curtiz diresse un western con una storia molto simile, Gli avventurieri.
- Nel 1954, George Marshall girò un remake dal titolo La storia di Tom Destry che aveva come interpreti Audie Murphy e Thomas Mitchell.
- Il 23 aprile 1959, a Broadway debuttò il musical Destry Rides Again che rimase in scena all'Imperial Theater con 472 repliche. Prodotto da David Merrick, il musical aveva un libretto di Leonard Gershe, parole e musica di Harold Rome: protagonisti Andy Griffith nel ruolo di Destry e Dolores Gray come Frenchy.

## Canzoni
- See What The Boys In The Backroom Will Have di Frank Loesser e Frederick Hollander, cantata da Marlene Dietrich
- Little Joe the Wrangler di Frank Loesser, Frederick Hollander
- You've Got that Look (That Leaves Me Weak) di Frank Loesser, Frederick Hollander